# Indigofera leucotricha
Indigofera leucotricha là một loài thực vật có hoa trong họ Đậu. Loài này được E.Pritz. miêu tả khoa học đầu tiên.